# Фуюйсько-киргизький алфавіт
Фуюйсько-киргизька мова поширена в Китаї. Писемність для неї на основі латинського алфавіту (з додаванням букв Č č, Ğ ğ, Ï ï, Ö ö, Š š, Ü ü) розроблена китайськими лінгвістами наприкінці 2000-х, але широкого розповсюдження не має.